# 11980 Ellis
11980 Ellis (1995 SP8) là một tiểu hành tinh vành đai chính được phát hiện ngày 17 tháng 9 năm 1995 bởi Spacewatch ở Kitt Peak.